# Bandkanon 1
Bandkanon 1 – szwedzkie działo samobieżne znajdujące się na uzbrojeniu w latach 1968–2003. Producentem była firma Bofors. Wyprodukowano 26 dział tego typu.
Bandkanon 1 składało się ze zmodyfikowanego (wydłużonego) podwozia czołgu Strv 103A. Na podwoziu umieszczono wieżę z armatą kalibru 155 mm. Armatę wyposażono w automat ładujący, dzięki któremu było możliwe wystrzelenie znajdujących się na dziale 14–15 pocisków (czternaście w dwóch siedmionabojowych magazynach, piętnasty w lufie) w ciągu 45 sekund. Wysoka szybkostrzelność była dużą zaletą, ale zastosowanie automatu ładującego spowodowało także zwiększenie masy działa do 52 ton i podwyższyło cenę działa. Wysokie koszty spowodowały, że wyprodukowano tylko 26 dział Bandkanon 1. W latach 80. działa poddano modernizacji. Unowocześniono układ napędowy poprzez zastosowanie silników analogicznych jak w czołgu Strv 103, usunięto żuraw przeznaczony do ładowania amunicji, a działo wyposażono w system nawigacyjny POS 2. Nowa wersja otrzymała oznaczenie Bondkanon 1C.
Działa Bandkanon 1 zostały wycofane z uzbrojenia w 2003 roku.